# Butch Vig
Pour les articles homonymes, voir Butch.
Butch Vig, de son vrai nom Bryan Vigorson, est un batteur et producteur de musique américain né le 2 août 1955 aux États-Unis, dans le Wisconsin. Il est principalement connu pour avoir produit Nevermind, album à succès du groupe Nirvana.

## Biographie
Butch Vig est le batteur du groupe Garbage qu'il a fondé avec ses amis (producteurs également) Steve Marker et Duke Erikson, eux aussi originaires du Wisconsin, qu'il rencontra à l'université puis au cours de son parcours musical. Il a également produit le premier single issu de la B.O. de Twilight, chapitre III : Hésitation, Neutron Star Collision (Love is Forever), composé et interprété par Muse.
Il a principalement enregistré dans son propre studio, le Smart Studios situé dans la ville de Madison aux États-Unis.

## Albums produits

### AvecNirvana
- Nevermind (1991)

### AvecThe Smashing Pumpkins
- Gish (1991)
- Siamese Dream (1993)

### AvecSonic Youth
- Dirty (1992)

### AvecThe Subways
- All or Nothing (2008)

### AvecGreen Day
- American Idiot (2004)
- 21st Century Breakdown (2009)

### AvecFoo Fighters
- Wasting Light (2011)

### AvecAgainst Me!
- White Crosses (2010)